# Mariza Corrêa
Mariza Corrêa (Porto Alegre, 1 de dezembro de 1945 - Campinas, 27 de dezembro de 2016) foi uma antropóloga brasileira, professora do Departamento de Antropologia, do Instituto de Filosofia e Ciências Humanas, da Universidade Estadual de Campinas (UNICAMP) por 30 anos. Fundou o Núcleo de Estudos de Gênero - Pagu da Unicamp, em 1993.

## Vida
Formada em Jornalismo, pela Universidade Federal do Rio Grande do Sul (UFRGS), trabalhou no jornal Zero Hora de Porto Alegre e na revista Veja.
Em 1969, ingressou no mestrado em Ciências Sociais em 1973 na Universidade Estadual de Campinas (UNICAMP), onde defendeu a dissertação Os Atos e os Autos: Representações Jurídicas de Papéis Sexuais em 1975, sob orientação de Verena Stolcke.
Em 1982, defendeu a tese de doutorado As Ilusões da Liberdade - a Escola Nina Rodrigues e a Antropologia no Brasil. O doutorado foi realizado na Universidade de São Paulo (USP), na área de Ciência Política, sob orientação de Ruth Cardoso. O estudo abordou a trajetória do médico legista, antropólogo e professor Raimundo Nina Rodrigues e de seus discípulos, refletindo sobre a formação do campo das ciências sociais e da elite intelectual brasileira.
Foi casada com Plinio Dentzien, com quem teve um filho, Rodrigo.

## Realizações
Na Unicamp, onde trabalhou como docente e pesquisadora, coordenou o Projeto História da Antropologia no Brasil (PHAB), iniciado em 1984 e desenvolvido ao longo de 20 anos. A este respeito, Mariza comentou por ocasião da homenagem aos 50 anos da Associação Brasileira de Antropologia (ABA): 
| “                | Creio que importa saber o quanto as pessoas que são parte de nossa história não são personagens descarnados, mas são pessoas como nós, sujeitas às mesmas pressões de seu tempo, envolvidas nas mesmas teias de amizade-parentesco-dívidas acadêmicas nas quais nós nos envolvemos. | ” |
| — Mariza Corrêa, | |   |

Parte do acervo do projeto encontra-se no Arquivo Edgard Leuenroth (AEL).
Integrava o corpo docente da Área de Gênero no Programa de Doutorado em Ciências Sociais da UNICAMP, onde coordenava um Projeto Temático da FAPESP sobre gênero e corporalidade. Formou mais de 50 pesquisadores em mestrado e doutorado, dentre eles, Néstor Perlonguer, Heloisa André Pontes e Adriana Piscitelli.
Foi diretora (entre 1994 e 1996) e presidente (entre 1996 e 1998) da Associação Brasileira de Antropologia. 

## Escritos
Livros e coletâneas
- Traficantes do Simbólico e outros Ensaios sobre a História da Antropologia. Campinas/SP: Editora da Unicamp, 2013. 472 p. ISBN 978-8526810075
- Antropólogas e Antropologia - Belo Horizonte: Editora da UFMG, 2003. v. 1. 278 p.
- As Reuniões Brasileiras de Antropologia: Cinquenta Anos (1953-2003). Campinas: Editora da Unicamp e Associação Brasileira de Antropologia (ABA), 2003
- As Ilusões da Liberdade: A Escola Nina Rodrigues e a Antropologia no Brasil - Bragança Paulista: Editora da Universidade São Francisco, 2000. 487 p. ISBN 978-8586965173
- Roberto Cardoso de Oliveira: Homenagem. Campinas, Setor de Publicações do IFCH, Unicamp, 1992 (organizado com Roque Laraia)
- História da Antropologia no Brasil (1930-1960) Testemunhos: Emilio Willems, Donald Pierson (Formação do Brasil). Editora Vértice, 1987. ISBN 978-8585068424
- Morte em Família: Representações Jurídicas de Papéis Sexuais. Rio de Janeiro: Edições Graal, 1983.
- Os Crimes da Paixão, Tudo é História. São Paulo: Brasiliense, 1981.

Artigos
- A Babá de Freud e outras Babás. Cadernos Pagu, Campinas, v. 29, 2007.

- O Espartilho de Minha Avó: Linhagens Femininas na Antropologia. Horizontes Antropológicos, Porto Alegre, v. 3, n. 7, p. 70-96, 1997.
- A Natureza Imaginária do Gênero na História da Antropologia. Cadernos Pagu, Campinas, v. 5, p. 109-130, 1996.